# Muggsy Bogues
Tyrone Curtis Bogues (Baltimore, Maryland, 9. siječnja 1965.) je umirovljeni američki košarkaš.

## Mladi dani
Muggsy Bogues kako su zvali Tyrona, počeo se baviti košarkom u srednjoj školi kao središnji čuvar za Dunbar High School. Nakon što je napravio dobru srednjoškolsku reputaciju, omaleni se Muggsy preselio na 4 godine u Wake Forest zabijajući 11.3 koševa, 8.4 asisetencije i 3.1 ukradene lopte po utakmici.

## NBA
1987. godine izabran je na Draftu od Washington Bulletsa. U prvoj sezoni, Tyron je bio suigrač najvišeg igrača NBA ikada, Sudanca Manute Bola s kojim se i slikao i za jedan časopis. Nakon što su 1988./1989. godine još dvije ekipe ušle u NBA, Muggsy je otišao u jednu od njih, a to je bio Charlotte Hornets. U Charlottu se Muggsy odlično snašao i, iako je bio visok samo 1.60 cm uspio otimati lopte i izvrsno ih dodavati. Muggsy je proveo 10 godina u Charlotte Hornetsima, te je postao i zaštitni znak svoje momčadi. U Hornetsima je imao 19,768 odigranih minuta, 5,557 asistencija i 1,067 ukradenih lopti. U sezoni 1996./1997. uspio je blokirati 213 cm visokog igrača New York Knicksa Patricka Ewinga. 1997./1998. godine otišao je u Golden State Warriorse gdje je proveo dvje, nezamječujuće sezone te je bez ugovora potpisao s Toronto Raptorsima gdje je s 37 godina i završio svoju bogatu 14-godišnju karijeru i ostao poznat kao Muggsy, najmanji igrač u NBA-u ikada.

## Život poslije košarke
Tyrone se zaposlio i radio kao trgovac nekretninama za jednu tvrtku u SAD-u,dok ga nisu imenovali trenerom Charlotte Stingsima u WNBA(Women National Basketball Asociacion).1996. pojavio se i u filmu Space Jam u kojem je glumio s Michael Jordanom, Charles Barkleyem, Shawn Bradleyem, Larry Johnsonom i Patrick Ewingom kao košarkašima kojima su zli izvanzemaljci ukrali moć za igranje košarke.

## Poveznice
- Statistika Muggsya   Arhivirana inačica izvorne stranice od 15. listopada 2012. (Wayback Machine)
- WNBA
- NBA.com profil